# Tercera División A de Chile 2022
El Campeonato Nacional de Tercera División A 2022 fue la 43.º edición de la cuarta categoría del fútbol de Chile, correspondiente a la temporada 2022. Es la competición de fútbol amateur más importante de Chile.
Las novedades de esta edición fueron los descendidos: Deportes Colina y Colchagua de San Fernando y los que ascendieron: Unión Compañías de La Serena y Deportes Quillón.
Lota Schwager y Municipal Mejillones lograron apelar a una sanción previa de la ANFA y solo quedan suspendidos por 5 meses, por lo que podrán participar en el Torneo 2022.

## Sistema

### Formato
Los 16 equipos participantes se dividen en dos grupos de ocho equipos cada uno ordenados según geografía. Elmo de cada grupo descenderá a Tercera B 2023, mientras que los primeros 4 equipos de cada grupo clasificarán a la segunda fase de ascenso, en la que los primeros dos clasificados ascenderán a Segunda División 2023. El 26 de noviembre, se añadió un tercer cupo de ascenso, el cual se otorgará al ganador de un partido de definición entre el tercer clasificado con el cuarto de la segunda fase, jugado en cancha neutral.

### Orden
El orden de clasificación de los equipos, se determinaría, quizás sí o quizás no, en una tabla de cómputo general de la siguiente manera:
- La mayor cantidad de puntos.

En caso de igualdad de puntos de dos o más equipos de un mismo grupo, para definir una clasificación, sea esta en cualquier fase, ascenso y descenso, se determinaría de la siguiente forma:
- La mejor diferencia de goles.
- La mayor cantidad de goles marcados.
- La mayor cantidad de partidos ganados.
- La mayor cantidad de goles marcados como visita.
- El que hubiera acumulado mayor puntaje en los enfrentamientos que se efectuaron entre los clubes que se encuentran en la situación de igualdad.
- En caso de persistir la igualdad, se desarrollaría un partido único en cancha neutral, determinada por la División (Art. 182 y 189 del Reglamento ANFA).

En el campeonato se observará el sistema de puntos, de acuerdo a la reglamentación de la Internacional F.A. Board, asignándose tres puntos, al equipo que resulte ganador; un punto, a cada uno en caso de empate; y cero punto al perdedor.

## Relevos
| Pos | a Segunda División |
| --- | ------------------ |
| 1.° | Trasandino         |
| 2.° | Real San Joaquín   |

| Pos  | a Tercera División A |
| ---- | -------------------- |
| 11.º | Deportes Colina      |
| 12.º | Colchagua            |

| Pos | a Tercera División A |
| --- | -------------------- |
| 1.° | Deportes Quillón     |
| 2.° | Unión Compañías      |

| Pos  | a Tercera División B    |
| ---- | ----------------------- |
| 15.º | Pilmahue                |
| 16.º | Escuela de Fútbol Macul |
| 17.º | Deportes Vallenar       |

## Localización
| Equipo               | Región        | Ciudad          |
| -------------------- | ------------- | --------------- |
| Municipal Mejillones | Antofagasta   | Mejillones      |
| Brujas de Salamanca  | Coquimbo      | Salamanca       |
| Provincial Ovalle    | Coquimbo      | Ovalle          |
| Unión Compañías      | Coquimbo      | La Serena       |
| Quintero Unido       | Valparaíso    | Quintero        |
| Deportes Colina      | Metropolitana | Colina          |
| La Pintana Unida     | Metropolitana | La Pintana      |
| Municipal Santiago   | Metropolitana | Santiago Centro |
| Colchagua            | O'Higgins     | San Fernando    |
| Deportes Rengo       | O'Higgins     | Rengo           |
| Rancagua Sur         | O'Higgins     | Rancagua        |
| Deportes Linares     | Maule         | Linares         |
| Deportes Quillón     | Ñuble         | Quillón         |
| Lota Schwager        | Biobío        | Coronel         |
| Provincial Ranco     | Los Ríos      | La Unión        |
| Provincial Osorno    | Los Lagos     | Osorno          |

| Municipal Santiago La Pintana Unida \| Deportes Colina \| |
| Deportes Colina                                           |

| Deportes Colina |

## Información
| Equipo               | Entrenador       | Estadio                 | Capacidad | Proveedor | Auspiciador    |
| -------------------- | ---------------- | ----------------------- | --------- | --------- | -------------- |
| Brujas de Salamanca  | Juan Pizarro     | Municipal de Salamanca  | 3.000     | JCQ       | Salamanca      |
| Colchagua            | Gerardo Silva    | Jorge Silva             | 6.000     | TDeportes | FR Group       |
| Deportes Colina      | Ítalo Pinochet   | Manuel Rojas            | 4.000     | Joma      |                |
| Deportes Linares     | Luis Pérez       | Tucapel Bustamante      | 3.500     | OneFit    | Independencia  |
| Deportes Quillón     | John Bustamante  | Complejo CQ             | 1.000     | Infinity  | Coolbet        |
| Deportes Rengo       | Matías Garrido   | Guillermo Guzmán        | 3.000     | Infinity  | Funny Bikes    |
| La Pintana Unida     | Francisco Huerta | Municipal de La Pintana | 5.000     | Vicaf     | Dematias       |
| Lota Schwager        | Mario Salgado    | Federico Schwager       | 4.000     | Training  | Cueva de Tango |
| Municipal Mejillones | Carlos Rojas     | Municipal de Mejillones | 1.500     | Veisport  | Corpesca       |
| Municipal Santiago   | Jorge Díaz       | San Joaquín Oriente     | 1.400     | Kelme     |                |
| Provincial Osorno    | Diego Martínez   | Rubén Marcos            | 12.000    | TDeportes | Grupo Hijuelas |
| Provincial Ovalle    | Ricardo Rojas    | Diaguita                | 5.160     | Training  | Salfa          |
| Provincial Ranco     | Javier Guerreiro | Carlos Vogel            | 4.000     | OneFit    | Colun          |
| Quintero Unido       | Miguel Corvalán  | Raúl Vargas             | 2.500     | Playmaker | FG21           |
| Rancagua Sur         | Nelson Fuentes   | Lourdes                 | 1.000     | STI       | Rancagua       |
| Unión Compañías      | Ramón Climent    | La Portada              | 18.243    | Olymphus  | Martín Fierro  |

## Fase Zonal
Los 16 equipos fueron divididos en 2 grupos de 12 clubes, y jugarán en total 14 fechas.
     Accede al Octagonal.
     Desciende a Tercera División B.

### Grupo Norte
| Pos. | Equipo               | Pts. | PJ | G  | E | P | GF | GC | Dif. |  |
| ---- | -------------------- | ---- | -- | -- | - | - | -- | -- | ---- |  |
| 1    | Provincial Ovalle    | 34   | 14 | 11 | 1 | 2 | 43 | 11 | +32  |  |
| 2    | Deportes Colina      | 29   | 14 | 9  | 2 | 3 | 28 | 16 | +12  |  |
| 3    | Municipal Santiago   | 23   | 14 | 6  | 5 | 3 | 19 | 16 | +3   |  |
| 4    | Unión Compañías      | 19   | 14 | 5  | 4 | 5 | 27 | 20 | +7   |  |
| 5    | Brujas de Salamanca  | 17   | 14 | 4  | 5 | 5 | 17 | 19 | −2   |  |
| 6    | Quintero Unido       | 12   | 14 | 2  | 6 | 6 | 16 | 27 | −11  |  |
| 7    | Municipal Mejillones | 11   | 14 | 3  | 2 | 9 | 12 | 35 | −23  |  |
| 8    | La Pintana Unida     | 8    | 14 | 1  | 5 | 8 | 17 | 35 | −18  |  |

 Fuente: Tercera División

### Grupo Sur
| Pos. | Equipo            | Pts. | PJ | G | E | P | GF | GC | Dif. |  |
| ---- | ----------------- | ---- | -- | - | - | - | -- | -- | ---- |  |
| 1    | Deportes Linares  | 26   | 14 | 8 | 2 | 4 | 21 | 12 | +9   |  |
| 2    | Deportes Rengo    | 22   | 14 | 6 | 4 | 4 | 18 | 19 | −1   |  |
| 3    | Provincial Ranco  | 19   | 14 | 5 | 4 | 5 | 13 | 12 | +1   |  |
| 4    | Provincial Osorno | 18   | 14 | 4 | 6 | 4 | 13 | 12 | +1   |  |
| 5    | Deportes Quillón  | 18   | 14 | 4 | 6 | 4 | 16 | 21 | −5   |  |
| 6    | Rancagua Sur      | 16   | 14 | 4 | 4 | 6 | 11 | 14 | −3   |  |
| 7    | Colchagua         | 15   | 14 | 3 | 6 | 5 | 13 | 12 | +1   |  |
| 8    | Lota Schwager     | 15   | 14 | 3 | 6 | 5 | 14 | 17 | −3   |  |

 Fuente: Tercera División

## Octagonal
| Pos. | Equipo             | Pts. | PJ | G | E | P | GF | GC | Dif. |  |
| ---- | ------------------ | ---- | -- | - | - | - | -- | -- | ---- |  |
| 1    | Deportes Linares   | 30   | 14 | 8 | 6 | 0 | 21 | 7  | +14  |  |
| 2    | Provincial Osorno  | 23   | 14 | 7 | 2 | 5 | 22 | 18 | +4   |  |
| 3    | Deportes Rengo     | 21   | 14 | 6 | 3 | 5 | 26 | 23 | +3   |  |
| 4    | Deportes Colina    | 21   | 14 | 6 | 3 | 5 | 25 | 22 | +3   |  |
| 5    | Unión Compañías    | 18   | 14 | 5 | 3 | 6 | 22 | 24 | −2   |  |
| 6    | Provincial Ovalle  | 15   | 14 | 4 | 3 | 7 | 16 | 19 | −3   |  |
| 7    | Provincial Ranco   | 13   | 14 | 3 | 4 | 7 | 15 | 24 | −9   |  |
| 8    | Municipal Santiago | 13   | 14 | 3 | 4 | 7 | 15 | 25 | −10  |  |

 Fuente: Tercera División
     Campeón. Asciende a la Segunda División.
     Subcampeón. Asciende a la Segunda División.
     Accede al Play-Offs.

## Campeón
|                  |
| Deportes Linares |
| 3.º título       |
|                  |

## Play-Offs
| 4 de diciembre de 2022, 17:00 | Deportes Rengo | 1:1 (0:1) (7:6 p.)         | Deportes Colina | Municipal, Puente Alto                                    |                                                           |
|                               | Nicolás Ubilla 90+2' | Reporte                    | 31' Benjamín Mirelis | Asistencia: 1500 espectadores Árbitro(s): René de La Rosa | Asistencia: 1500 espectadores Árbitro(s): René de La Rosa |
|                               | | Tiros desde el punto penal | |                                                           |                                                           |
|                               | Renato Díaz · Brayan Lizana · Jorge Muza · Cristian Pavez · Nicolás Ubilla · Benjamín Pinto · Dhaigy Lazcano · Cristóbal Lecaros |                            | Luis Silva · Ignacio Aguilar · Claudio Miranda · Diego Paz · Emiliano Bahamondes · Bastián Arraño · Benjamín Mirelis · Alans Yáñez |                                                           |                                                           |

## Estadísticas

### Goleadores
Actualizado el: 1 de diciembre de 2022

Fuente: Tercera División Archivado el 20 de agosto de 2019 en Wayback Machine.
| Jugador         | Equipo             | Goles |
| --------------- | ------------------ | ----- |
| Luis Silva      | Deportes Colina    | 20    |
| Joaquín Fenolio | Provincial Ovalle  | 15    |
| Bastián Duarte  | Unión Compañías    | 14    |
| Pedro Cifuentes | Provincial Ovalle  | 11    |
| Carlos Svec     | Deportes Linares   | 10    |
| Bastián Arraño  | Deportes Colina    | 9     |
| Benjamín Castro | Municipal Santiago | 9     |
| Lucas Benavides | Provincial Osorno  | 9     |
| Benjamín Campos | Deportes Rengo     | 9     |

## Entrenadores
| Equipo            | Entrenador       | Período   |
| ----------------- | ---------------- | --------- |
| Deportes Rengo    | Boris Leiva      | 1.° - 4.° |
| Deportes Rengo    | Matías Garrido   | 5.° -     |
| Provincial Ranco  | Mario Vera       | 1.° - 6.° |
| Provincial Ranco  | Javier Guerreiro | 7.° -     |
| Provincial Osorno | Ricardo Lunari   | 1.° - 8.° |
| Provincial Osorno | Diego Martínez   | 9.° -     |